# Kaleidofoon

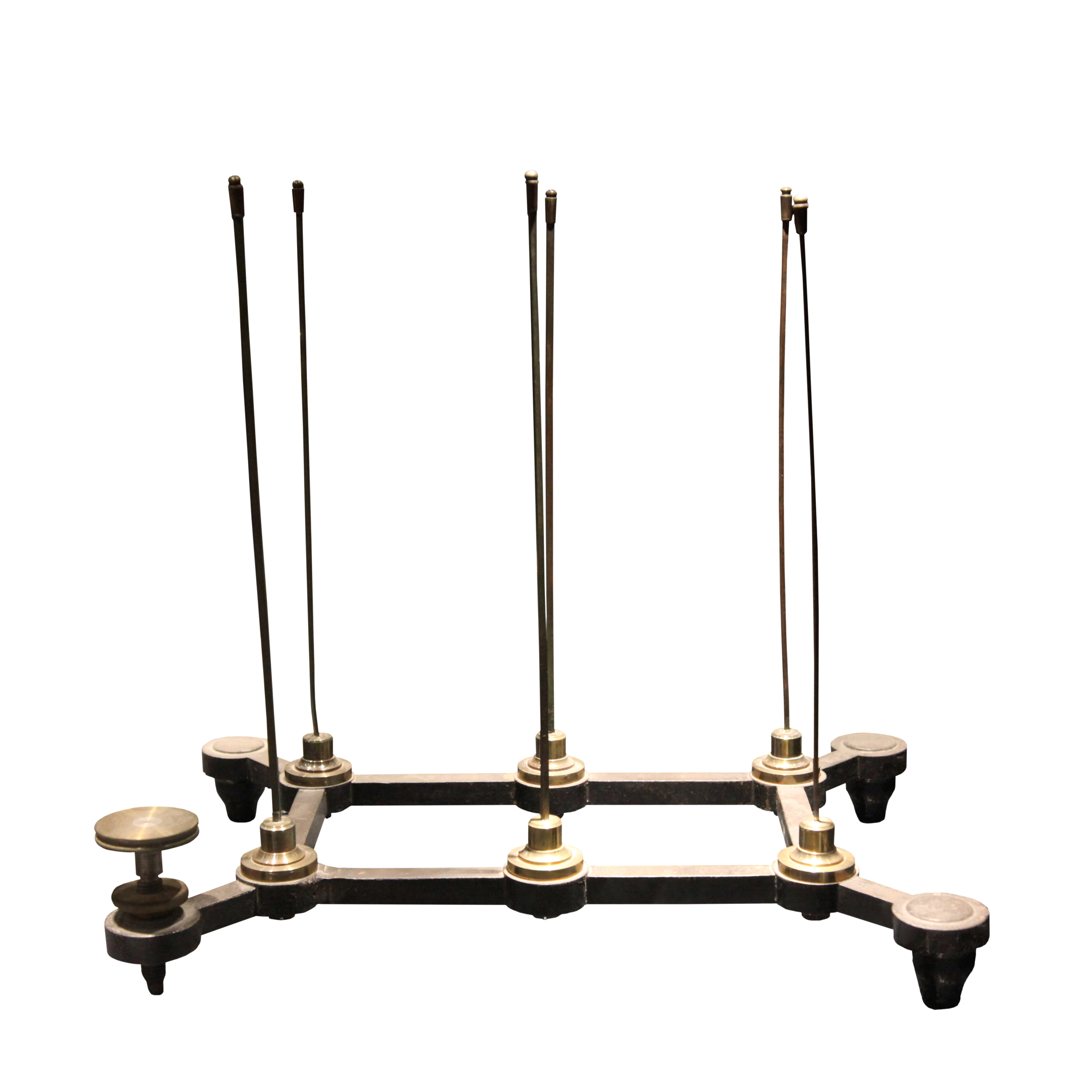
kaleidofoon in het Palais de la Découverte te Parijs

Een kaleidofoon is een apparaat dat bewegende optische figuren produceert. Er zijn verschillende versies van de kaleidofoon, maar in alle gevallen is ten minste één slanke staaf aan het ene uiteinde bevestigd en heeft een glanzende kraal aan het andere uiteinde van de staaf. Terwijl de staaf trilt, wordt de plek gezien om lissajousfiguren in de lucht te beschrijven, als een vonk die in het donker ronddraaide.
De kaleidofoon is uitgevonden door Charles Wheatstone, die in 1827 een beschrijving van het apparaat publiceerde.
De naam "kaleidofoon" is afgeleid van de caleidoscoop, een optisch speelgoed uitgevonden in 1817 door David Brewster.
Wheatstone's fotometer is waarschijnlijk geïnspireerd door dit apparaat. Met de fotometer kunnen twee lichten worden vergeleken door de relatieve helderheid van hun reflecties in een verzilverde kraal, die een smalle ellips beschrijft, om de vlekken in parallelle lijnen te trekken.

## Trivia
- In 1980 was op het Vlaamse radiostation BRT-2 elke woensdagavond het programma Kaleidofoon te horen, waarin elektronisch-kosmische muziek aan bod kwam. Kaleidofoon was de opvolger van het programma Muziek uit de Kosmos.